# Nova Marilândia
Nova Marilândia est une municipalité brésilienne située dans l'État du Mato Grosso.